# Decidua

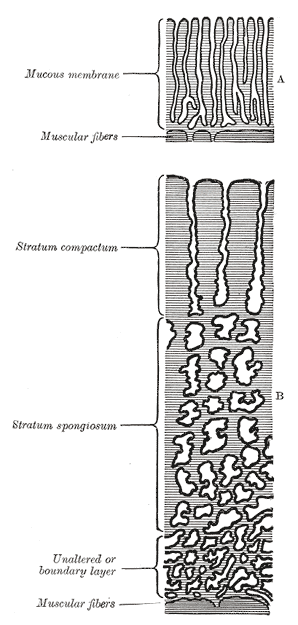
Secciones diagramáticas de la mucosa uterina: A. útero no grávido. B. útero grávido.

En obstetricia se usa el término decidua para la recubierta uterina (endometrio) específicamente durante la gestación, es la capa funcional del endometrio, el cual da origen a la porción materna de la placenta.

## Etimología
La palabra decidua viene del latín deciduus, que significa caída o derrame.

## Fisiología
Poco después de la ovulación en mamíferos, la capa endometrial se transforma en una capa ricamente glandular y secretora en preparación para la implantación del blastocito. Si la implantación no se produce, la recubierta secretora del útero se pierde en el caso de los humanos con el ciclo menstrual —o es reabsorbida— en el caso de animales con el ciclo estral.
Con la implantación, esta porción externa del endometrio, llamada ahora decidua, continua evolucionando durante el embarazo. La decidua se pierde como parte del proceso del parto.

## Anatomía

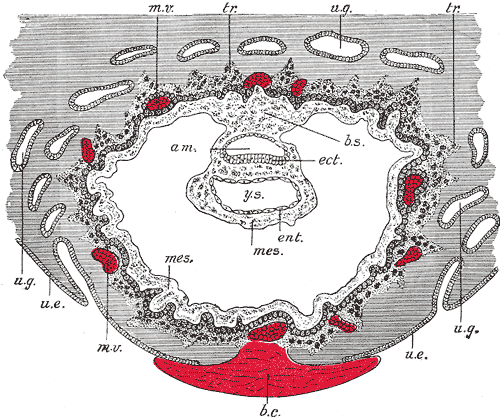
Sección que cruza a través de un embrión implantado en la decidua uterina.
am. Cavidad amniótica.
m.v. Vasos maternos.
tr. Trofoblasto.
u.e. Decidua capsular.
u.g. Glándulas uterinas.
s. Saco vitelino.

En la relación anatómica con el feto luego de la implantación, podemos encontrar tres sectores:
- Decidua basal: donde se implanta el blastocito tardío
- Decidua capsular: que cubre y reviste al trofoblasto-blastocisto
- Decidua verdadera o parietal: resto de la decidua que recubre el útero.

### Histología

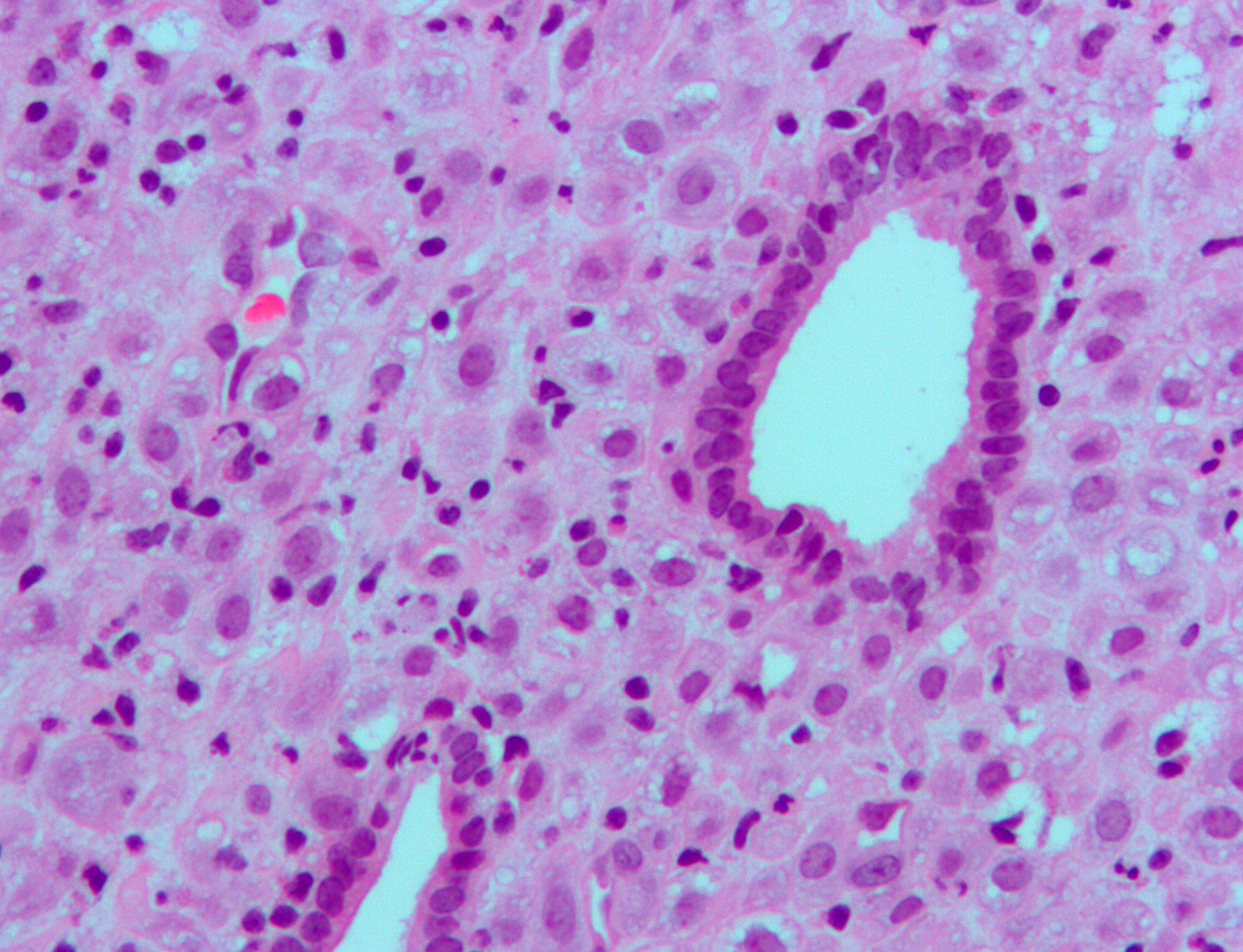
Decidua de endometrio humano, luego de ACO.

Según la anatomía microscópica, desde 1918 se han descrito capas de la decidua uterina humana:
- Una capa externa compacta llamada stratum compactum.
- Una capa intermedia, el stratum spongiosum.
- Una capa basal adyacente al miometrio.[1]

La decidua tiene una apariencia histológica peculiar, con células que conforman su estroma de forma alargada y poligonal. Estas provienen del parénquima endometrial y por su apariencia epitelial se les llama epiteloides.

En humanos, la transformación de las células del estroma del endometrio en células deciduales epiteloides (decidualización), ocurre en todo el endometrio al final de la ventana de implantación (aproximadamente 10 días después de la ovulación) independientemente del embarazo.

## Función
La decidua es la interfase materna del embrión y participa en el intercambio de gases, nutrientes y productos de desecho. También sirve como barrera protectora en contra del contacto con el sistema inmune. Más aún, la decidua dirige y permite una muy controlada invasión por parte de la membrana del trofoblasto llamada sincitiotrofoblasto.
En algunos trastornos invasivos de la placenta, como la placenta accreta, se ha encontrado consistentemente una reacción decidual deficiente.

## Producción hormonal
La decidua secreta hormonas, factores de crecimiento y citocinas. Tiene receptores para la progesterona, el estrógeno y la hormona del crecimiento, así como para otras moléculas de señalización celular.
Las hormonas más comunes producidas por la decidua y asociadas a otros órganos, se encuentran el cortisol, CRF, GnRH, prolactina, y la relaxina. La prolactina de la decidua no está bajo el control dopaminérgico.